# Краљевско историјско друштво
Краљевско историјско друштво (енгл. Royal Historical Society), основано 1868. године, је учено друштво са седиштем у Лондону, чији је циљ подршка развоју историјске науке.

## Историјат
Друштво је основано 1868. године као Историјско друштво (Historical Society), да би 1872. године добило Краљевску повељу и променило име у Краљевско историјско друштво (Royal Historical Society).
Међу оснивачима Друштва били су лорд Џон Расел, премијер Уједињеног Краљевства, Џон Бaуринг, члан парламента и гувернер Хонг Конга, сер Џон Лабок и Раундел Палмер, лорд канцелар Велике Британије.
Године 1892. Друштво се ујединило са Камденским друштвом (Camden Society), основаним 1838.
Од 1967. сједиште Друштва је на Лондонском универзитетском колеџу.

## Активности
Друштво постоји да би промовисало научноистраживачки рад у свим областима историје, како на националном, тако и на међународном плану. Главне активности односе се на промовисања науке, научноистраживачког и педагошког рада, издаваштво, подршку научном раду кроз стипендије и грантове, те креирање јавних политика у областима од интереса за рад Друштва.

## Чланство
Постоје четири врсте чланства у Краљевском историјском друштву:
- члан (member) је тип чланства који је отворен за све који подржавају циљеве Друштва, без обзира на професионалну оријентацију;[5]
- члан постдипломац (postgraduate member) је категорија за младе истраживаче који су у процесу стицања магистарске или докторске титуле из историје или сродних области;[6]
- ванредни члан (associate fellow) је ниво чланства који се односи на историчаре или научнике сродних дисциплина који раде у високом образовању, али још увек нису стекли ниво научне репутације да би постали редовни чланови;[7]
- редовни члан (fellow) је највиши ранг чланства, који се додељује научницима са препознатим научним доприносом (као што је ауторство научних монографија, уређивање релевантних научних часописа и слично) историји или сродним дисциплинама.[8] Редовни чланови се бирају путем избора на седници Савета, а на препоруку најмање једног активног члана Друштва, уз процену научног доприноса кандидата.

Редовни чланови имају право да након свог имена користе скраћеницу FRHistS (Fellow of the Royal Historical Society).

## Издавачка делатност
Краљевско историјско друштво издаје часопис Transactions, који излази од 1872. године, монографску серију New Historical Perspectives, као и библиотеку Camden Series, која објављује критичка издања и преводе рукописа и ретких књига.